# Adélia Sampaio
Adélia Sampaio (Belo Horizonte, 1944) é uma cineasta brasileira do Cinema Novo e foi a primeira mulher negra a dirigir um longa no Brasil

## Carreira
Filha de uma empregada doméstica, Adélia teve um início de vida difícil, sendo afastada de sua mãe durante a infância e criada em um asilo devido à dificuldade financeira da família. Aos 13 anos, mudou-se para o Rio de Janeiro com sua família para morar com sua irmã, que trabalhava em uma distribuidora de filmes russos. Foi nessa época que teve seu primeiro contato impactante com o cinema ao assistir “Ivan, o Terrível” de Serguei Eisenstein em uma sala de cinema.
A partir dessa experiência, Adélia começou a buscar oportunidades no mundo cinematográfico e, no final da década de 1960, conseguiu um emprego como telefonista na Difilm, uma distribuidora brasileira associada ao Cinema Novo. Ela organizou o cineclube da empresa, onde projetavam filmes em 16 mm, e começou a se envolver na produção cinematográfica, desempenhando diversas funções como continuísta, maquiadora, câmera, montadora e produtora. Sua primeira experiência em um set foi como continuísta em um filme de Pedro Carlos Rovai.
Adélia foi uma pioneira na cinematografia negra brasileira, enfrentando um ambiente predominantemente patriarcal, branco e elitista.
Em 1979, ela estreou como diretora com o curta-metragem “Denúncia Vazia”, marcando o início de uma carreira que desafiaria barreiras e expandiria os horizontes do cinema nacional.
Em 1984, Adélia lançou seu primeiro longa-metragem, “Amor Maldito”, do qual também foi roteirista em colaboração com José Louzeiro, além de produtora. O filme estreou em algumas salas de cinema de São Paulo, trazendo consigo um alerta de censura para maiores de 18 anos devido ao seu tratamento das temáticas LGBTQIAP+. Apesar da pouca divulgação inicial, o filme se revelou um sucesso e foi posteriormente exibido no Rio de Janeiro, conquistando um público mais amplo e participando de diversos Festivais Internacionais. Em 2018, “Amor Maldito” foi destacado no FIM CINE (Festival Internacional de Mulheres no Cinema) e na Mostra Diretoras Negras no Cinema Brasileiro. Este filme foi pioneiro ao abordar a temática lésbica no cinema brasileiro, contando uma história de amor verídica entre duas mulheres que, em face do desrespeito e homofobia da sociedade, acabam por tragédias pessoais.
A diretora enfrentou grandes obstáculos durante a produção do filme. Na época, a Embrafilme recusou financiamento para o projeto, alegando que não apoiaria tal temática, dizendo que “Jamais financiaria tal aberração”. Em um período dominado pelo movimento Pornochanchada, ela lutou contra o preconceito da indústria cinematográfica e teve que lançar seu longa sob um disfarce de gênero. Sem apoio estatal, a produção do filme se deu por meio de parcerias, tornando-o um dos primeiros longas-metragens cooperativos da época. Isso permitiu que atores e técnicos recebessem ajuda de custo e uma participação nos lucros do filme.
Adélia dirigiu importantes produções ao longo de sua carreira. Em 1987, lançou o documentário “Fugindo do Passado: Um Drink para Tetéia e História Banal”, que aborda a Ditadura Militar no Brasil. Em 2001, em colaboração com o jornalista Paulo Markun, dirigiu o longa “AI-5 - O Dia Que Não Existiu”, destacando-se pela sua proximidade com a oposição ao regime ditatorial. Em 2018 dirigiu “O Mundo de Dentro”, que estreou no Festival Internacional de Curtas Metragens de São Paulo, consolidando ainda mais seu legado no cinema brasileiro.

## Família
Adélia se casou com o renomado jornalista Pedro Porfírio (1943–2018) e enfrentou desafios significativos, incluindo a prisão política do marido. Durante esse período, cuidou dos filhos de ambos, Vladimir e Geórgia. A casa de Adélia era um espaço potencialmente politizado, onde ela enfrentava diariamente o preconceito por sua cor, seus ideais e sua história. A cineasta também enfrentou uma tragédia pessoal com a perda de seu primeiro filho, durante a gestação, em decorrência de uma abordagem policial violenta durante uma manifestação na Cinelândia, quando tinha apenas 18 anos. Após o término do casamento, Adélia continuou a apoiar Pedro em sua carreira de dramaturgo, mantendo uma parceria profissional duradoura.

## Obras

### Como Diretora
- Amor Maldito (1984)
- Denúncia Vazia (1979)
- Fugindo do Passado (1987)

### Como Escritora
- AI-5 - O Dia Que Não Existiu (2004)
- Amor Maldito (1984)
- Denúncia Vazia (1979)
- O Segredo da Rosa (1974)

### Como Produtora
- Amor Maldito (1984)
- Parceiros da Aventura (1980)
- Ele, Ela, Quem? (1980)
- O Segredo da Rosa (1974)

### Como Diretora de Arte
- AI-5 - O Dia Que Não Existiu (2004)